# 広島県道268号勝木安古市線
広島県道268号勝木安古市線（ひろしまけんどう268ごう かつぎやすふるいちせん）は、広島県広島市安佐北区から広島市安佐南区に至る一般県道である。

## 概要
広島市安佐北区可部町大字勝木から広島市安佐南区上安2丁目に至る。

### 路線データ
- 起点：広島市安佐北区可部町大字勝木（上行森交差点、国道191号交点）
- 終点：広島市安佐南区上安2丁目（安小学校前交差点、広島県道38号広島豊平線旧道交点）

## 路線状況

### 重複区間
- 広島県道267号宇津可部線（広島市安佐北区可部町大字勝木）
- 広島県道177号下佐東線（広島市安佐北区安佐町大字宮野）

### 道路施設

#### 橋梁
- 共栄橋（太田川、広島市安佐北区）

### 通過する路線バス
- 広島電鉄広電バス 70-3（広島バスセンター→あさひが丘）,70-4（あさひが丘→沼田高校）,65-3（広島バスセンター⇔あさひが丘）,70H（あさひが丘→八丁堀）,65（あさひが丘→広島バスセンター）
- フォーブルバス（あさひが丘線）

## 地理

### 通過する自治体
- 広島市（安佐北区 - 安佐南区）

### 交差する道路
| 交差する道路                         | 市町村名 | 市町村名 | 交差する場所   | 交差する場所            |
| ------------------------------------ | -------- | -------- | -------------- | ----------------------- |
| 国道191号 国道261号 重複             | 広島市   | 安佐北区 | 可部町大字勝木 | 上行森交差点 / 起点     |
| 広島県道267号宇津可部線 重複区間起点 | 広島市   | 安佐北区 | 可部町大字勝木 |                         |
| 広島県道267号宇津可部線 重複区間終点 | 広島市   | 安佐北区 | 可部町大字勝木 |                         |
| 広島県道177号下佐東線 重複区間起点   | 広島市   | 安佐北区 | 安佐町大字宮野 |                         |
| 広島県道177号下佐東線 重複区間終点   | 広島市   | 安佐北区 | 安佐町大字宮野 |                         |
| 広島県道38号広島豊平線 / バイパス    | 広島市   | 安佐南区 | 上安2丁目      | 動物園入口交差点        |
| 広島県道38号広島豊平線 / 旧道        | 広島市   | 安佐南区 | 上安2丁目      | 安小学校前交差点 / 終点 |

### 交差する鉄道
- 広島高速交通広島新交通1号線

### 沿線
- JR西日本可部線
  - 安芸亀山駅跡地
  - 廃線跡
- 広島市安佐動物公園
- 広島高速交通広島新交通1号線 上安駅
- 広島市立安小学校

### 峠
- 萩原峠（広島市安佐北区 - 広島市安佐南区）